# Ховард, Джозеф
Джозеф Ховард (англ. Joseph Howard; 1862—1925) — первый премьер-министр Мальты.
Джозеф Ховард родился в английской семье в Валлетте в 1862 году, получил образование в лицее и служил офицером во Французской Военной академии. Позже занимался коммерцией, несколько последних лет жизни был президентом Торговой Палаты.
В 1912 году Ховард был избран в Правительственный совет, в 1914 году назначен Консулом в Японии. Вернувшись на Мальту, в 1921 году он возглавил первое мальтийское Правительство при поддержке Лейбористской и Националистической партий. Джозеф Ховард отличался либеральными взглядами и не ставил цели независимости Мальты.
Джозеф Ховард — офицер Ордена Британской империи.